# Tetanospasmina

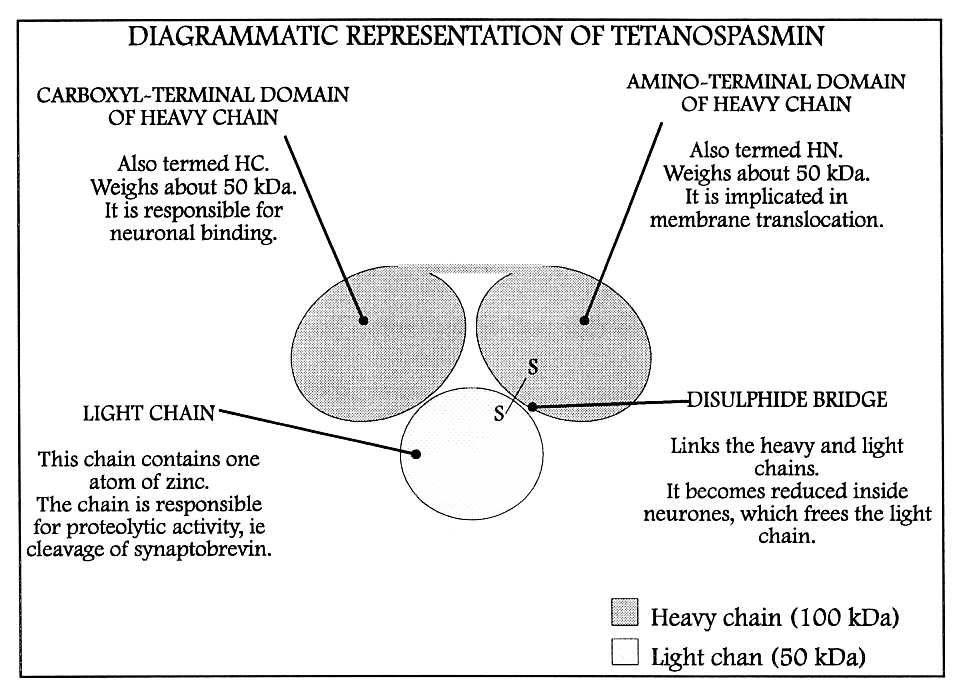
Diagrama da estrutura da tetanospasmina, mostrando os domínios de ligação neuronal e translocação de membrana.

A tetanopasmina é uma potente neurotoxina produzida pela bactéria Clostridium tetani, causadora do tétano, sendo responsável pelos espasmos musculares que ocorrem com a pessoa ou animal acometido. Estruturalmente a toxina do tétano consiste de duas cadeias unidas por ponte de dissulfeto. A cadeia leve é a molécula tóxica, e a cadeia pesada é responsável pela ligação com o receptor. A neurotoxina liga-se irreversivelmente a receptores gangliosídicos nas terminações de seus neurônio motores e é transportada por meio de vesículas do corpo da célula nervosa e seus processos dencríticos no SNC, pelo fluxo intra-axonal retrógrado.